# De Marçay 2
Il De Marçay 2 C1 fu un aereo da caccia costruito dall'azienda Anonyme d'Etudes et de Construction Aéronautique Edmond de Marçay alla fine degli anni Dieci del XX secolo e rimasto allo stadio di prototipo.

## Storia del progetto
Durante la prima guerra mondiale, la società SAECA Edmond de Marcay costruì su licenza un notevole numero di caccia SPAD. Dopo la fine del conflitto l'ufficio tecnico della ditta progettò un velivolo da caccia equipaggiato con un motore Liberty a otto cilindri, ma le difficoltà incontrate nello sviluppo di questo propulsore portarono alla revisione del progetto al fine di adottare un motore Hispano-Suiza 8Fb a otto cilindri raffreddato ad acqua da 300 CV. Questa versione ebbe il nome di De Marçay 2C1.

## Descrizione tecnica
Si trattava di un biplano di costruzione lignea, con ali a formula sesquiplana con allungamento alare ridotto e ali a pianta rettangolare montate sfalsate.
Su ciascun lato della fusoliera vi era una coppia parallela di montanti interalari posizionati con inclinazione in avanti definiva le campate, con un'altra coppia inclinata verso l'esterno, attaccata inferiormente alla base dell'altro, al fine di rinforzare la sporgenza dell'ala superiore. Il centro di quest'ultima era fissato alla parte superiore della fusoliera tramite brevi montanti a cabane. Solo l'ala superiore era dotata di alettoni; questi si restringevano nella corda alare verso l'esterno prima di allargarsi rapidamente alla punta per formare dei bilancieri.
La fusoliera aveva i lati piatti, mentre le parti superiore e inferiore erano arrotondate. Originariamente il propulsore previsto era il motore V8 Liberty L-8, poi abbandonato per problemi di sviluppo, sostituito dello Hispano-Suiza 8Fb erogante la potenza di 300 CV (220), azionante un'elica bipala lignea. La cabina di pilotaggio aperta del pilota era collocata sul bordo d'uscita dell'ala superiore, che aveva un profondo ritaglio per migliorare il suo campo visivo verso l'alto; le ali inferiori avevano ritagli più piccoli per la visione verso il basso. L'armamento si basava su mitragliatrici fisse, dotate di sincronizzazione, Vickers cal. 7,7 mm sparanti attraverso il disco dell'elica.
L'impennaggio era di tipo convenzionale, con piano di coda triangolare e un equilibratore semiellittico montato sulla parte superiore della fusoliera. 
Anche la pinna a corda larga era triangolare, mentre il timone arrotondato che scendeva fino alla chiglia, operava tra gli equilibratori. Il carrello di atterraggio era triciclo posteriore fisso, con pattino di coda. Le ruote principali erano poste su un unico asse, collegato da due coppie di montanti a V alla parte inferiore della fusoliera.
Ai comandi del tenente Lebeau, il de Marçay 2 prese parte alla competizione indetta dal Service Aéronautique nel 1919 tenutasi a Villacoublay, nella categoria C1 (caccia monoposto). Alle prove l'aereo fece registrare una velocità massima di 252 km/h a 0 m, e 220 km/h a 5.000 m.
Il velivolo saliva a 1.000 m in 2 minuti e a 5.000 m in 18 minuti e 16 secondi. Seppure risultava l'aereo più veloce fu il Nieuport Ni.29 ad ottenere il contratto di produzione in serie. L'unico prototipo fu pubblicizzato per la vendita dalla SAECA Edmund de Marçay per gran parte del 1920, il suo destino finale non e noto.

## Versioni
- De Marçay 1 C1: versione originale del 1918 dotata di motore Liberty L-8 da 290 hp (216 kW), non realizzata.
- De Marçay 2 C1: seconda versione dotata di motore Hispano-Suiza 8Fb da 300 hp (220 kW); un prototipo costruito.

### Annotazioni
1. ↑  Le altre velocità registrate furono di 237 km/h a 3.000 m, 231 km/h a 4.000 m e 200 km/h a 6.000 m.
2. ↑  Il De Marçay 2C1 saliva a 2.000 m in 4 minuti e 26 secondi, a 3.000 m in 7 minuti e 26 secondi, e a 4.000 m in 12 minuti e 16 secondi.

### Fonti
1. 1 2 3 4 5 6  Green, Swanborough 1994, p. 174.
2. ↑  Davilla, Soltan 1997, pp. 181-182.
3. ↑  L'Aérophile n.19-20 del 1 octobre 1920, p. XVI.